# Bendeleben (Kyffhäuserland)
Bendeleben – dzielnica gminy Kyffhäuserland w Niemczech, w kraju związkowym Turyngia, w powiecie Kyffhäuser. Do 30 grudnia 2012 samodzielna gmina, siedziba wspólnoty administracyjnej Kyffhäuser.